# Pär Abersten
Pär Abersten (1974) è un ex sciatore alpino svedese.

## Biografia
Abersten esordì in Coppa Europa il 7 dicembre 1998 a Valloire in slalom gigante (30º) e in Coppa del Mondo il 10 gennaio 1999 a Flachau nella medesima specialità, senza completare quella che sarebbe rimasta la sua unica gara nel massimo circuito internazionale. In Coppa Europa ottenne il miglior piazzamento il 6 febbraio 1999 a Zwiesel in slalom gigante (6º) e prese per l'ultima volta il via il 30 novembre 2000 a Levi nella medesima specialità (37º); si ritirò al termine della stagione 2006-2007 e la sua ultima gara fu la discesa libera dei Campionati svedesi 2007, disputata il 28 marzo a Åre e chiusa da Abersten al 15º posto. Non prese parte a rassegne olimpiche o iridate.

## Palmarès

### Coppa Europa
- Miglior piazzamento in classifica generale: 78º nel 1999

### Far East Cup
- 1 podio:
  - 1 vittoria

#### Far East Cup - vittorie
| Data            | Località  | Paese         | Specialità |
| --------------- | --------- | ------------- | ---------- |
| 19 gennaio 2001 | Yongpyong | Corea del Sud | SL         |

Legenda:

SL = slalom speciale

### Campionati svedesi
- 2 medaglie (dati parziali fino al 2004):
  - 2 bronzi (slalom gigante nel 1998; slalom speciale nel 2000)